# Artau IV de Pallars Sobirà
Artau IV de Pallars Sobirà (? - 1182) fou comte de Pallars Sobirà (1167-1182), el sisè des de la creació del comtat l'any 1011. Nat vers l'any 1110 (tot i que altres fonts la situen l'any 1132) fou el primogènit d'Artau III i Agnès. L'any 1156 començà a col·laborar amb el seu pare en tasques administratives i va prendre el control del comtat l'any 1167 arran de la mort del comte.
El seu govern destacà per la seva actitud pacífica i poc bel·licosa i la continuïtat del període de pau iniciada per la concòrdia de 1064 entre Artau I de Pallars Sobirà i Ramon V de Pallars Jussà. La relació entre ambdós Pallars es va estrènyer quan Artau IV firmà una aliança amb Ramon VI de Pallars Jussà, l'any 1174. En aquest nou acord, ambdós comtes juraven socórrer-se mútuament en cas d'agressió externa, però quedava nul si l'atacant era el rei d'Aragó, tanmateix tingué bones relacions amb la casa de Barcelona.
L'any 1171 es té constància que està casat amb la donzella Guillema, amb la qual tingué dos fills, Bernat II (III) i Guillema I, ambdós futurs comtes. Va mantenir una especial vinculació amb el monestir de Gerri de la Sal, palesa en les diverses donacions que li feu, entre altres diversos territoris de Salàs, Santa Engràcia, Cuberes, Estac, l'Espluga, Enviny i Castellsalat. Morí l'any 1082 i fou succeït pel seu fill Bernat II (III).

## Orígens familiars
Fill del comte Artau III de Pallars Sobirà i la seva esposa Agnès.

## Núpcies i descendents
Es casà amb una donzella anomenada Guillema. D'aquest matrimoni nasqueren:
- l'infant Bernat III de Pallars Sobirà (?-1199), comte de Pallars Sobirà
- la infanta Guillema I de Pallars Sobirà (?-1250), comtessa de Pallars Sobirà